# Băbiciu (gmina)
Băbiciu – gmina w Rumunii, w okręgu Aluta. Obejmuje tylko jedną miejscowość Băbiciu. W 2011 roku liczyła 2084 mieszkańców.